# Villar de Gallimazo
Villar de Gallimazo é um município da Espanha na província de Salamanca, comunidade autónoma de Castela e Leão, de área 44,47 km² com população de 193 habitantes (2004) e densidade populacional de 4,34 hab/km². Está situado 788 m acima do nível do mar.

## Demografia
| Variação demográfica do município entre 1991 e 2004 | Variação demográfica do município entre 1991 e 2004 | Variação demográfica do município entre 1991 e 2004 | Variação demográfica do município entre 1991 e 2004 |
| --------------------------------------------------- | --------------------------------------------------- | --------------------------------------------------- | --------------------------------------------------- |
| 1991                                                | 1996                                                | 2001                                                | 2004                                                |
| 246                                                 | 234                                                 | 193                                                 | 193                                                 |